# 친일파 708인 명단 - 조선총독부 사무관
친일파 708인 명단 - 조선총독부 사무관은 2002년 민족정기를 세우는 국회의원모임에서 발표한 친일파 708인 명단 가운데 조선총독부 사무관 85명의 명단이다. 유형이 중복되는 경우에는 이름 옆에 해당 유형을 부기했다.

## 〈조선총독부 사무관〉 목록

### 가
- 강원수 (姜元秀) : 세무감사국 사무관
- 강필성 (姜弼成) : 전남 산업부장  - 중추원, 도지사, 도 참여관
- 계광순 (桂珖淳) : 조선금융조합연합회 강원도지부 감리관 - 도 참여관, 경시
- 고안언 (高安彦) : 경기도 경찰부장 - 도지사[1]
- 구연수 (具然壽) : 임시방역위원 - 중추원, 경시
- 구자경 (具滋璟) : 도 사무관 - 도 참여관, 경시
- 권중식 (權重植) : 평남 산업부장 - 중추원, 도 참여관
- 길원봉 (吉元鳳) : 체신사무관
- 김대우 (金大羽) : 경남 산업부장 - 도지사, 도 참여관
- 김덕기 (金悳基) : 평북 산업부장 - 도 참여관, 경시, 애국자 살상자
- 김동훈 (金東勳) : 함북 내무부장 - 도지사, 도 참여관
- 김병욱 (金秉旭) : 내무국 - 중추원
- 김병태 (金秉泰) : 평남 물가위원회 위원 - 도지사, 도 참여관
- 김성환 (金聖煥) : 경성부 민생부장
- 김시권 (金時權) : 조선금융조합연합회 경북지부 감리관 - 도지사, 도 참여관
- 김시명 (金時明) : 전주 전매국 - 조선총독부 국장, 도 참여관
- 김영년 (金永年) : 전시산업추진본부 제2과
- 김영배 (金永培) - 중추원, 도 참여관,  경시
- 김영상 (金永祥) : 조선식량영단 황해도지부 감리관 - 도 참여관
- 김우영 (金雨英) : 충남 산업부장  - 중추원, 도 참여관
- 김진태 (金鎭兌) : 교통국
- 김창영 (金昌永) : 전남 임금위원회 위원 - 도 참여관, 경시
- 김태동 (金泰東) : 재무국
- 김태석 (金泰錫) : 경남 산업부장 - 중추원, 도 참여관,  경시, 애국자 살상자
- 김화준 (金化俊) : 충북 산업부장 - 중추원, 도 참여관
- 김희덕 (金熙德) : 농림국

### 나
- 남궁영 (南宮營) : 학무국 - 중추원, 도지사, 도 참여관
- 노영빈 (盧永斌) : 광업출원분위원회 간사

### 바
- 박규원 (朴奎遠) : 세무감독국
- 박용구 (朴容九) : 도지부서무과 -  중추원, 도 참여관
- 박재홍 (朴在弘) : 식량부관리과장 - 도지사, 도 참여관

### 사
- 손영목 (孫永穆) : 내무국 - 도지사, 도 참여관, 기타
- 송문헌 (宋文憲) : 함남 내무부장 - 도지사, 도 참여관
- 송문화 (宋文華) : 평북 산업부장 - 중추원, 도 참여관
- 송찬도 (宋燦道) : 함북 임금위원회 위원 - 도 참여관

### 아
- 양재하 (楊在河) : 내무국겸총독관방외사과 - 도 참여관
- 엄창섭 (嚴昌燮) : 함남 내무부장 - 중추원, 도지사, 도 참여관, 조선총독부 국장
- 유만겸 (兪萬兼) : 충남 산업부장 - 중추원, 도지사, 도 참여관
- 유시환 (柳時煥) : 함북 농상부장 - 도 참여관
- 유홍순 (劉鴻洵) : 농림국 - 도지사
- 윤상희 (尹相曦) : 전북 임금위원회 위원 - 도 참여관
- 윤종화 (尹鍾華) : 전시손해보험조사위원 - 경시
- 윤태빈 (尹泰彬) : 충북 내무부장 -  도지사, 도 참여관
- 이계한 (李啓漢) : 경기 임금위원회 위원 - 중추원, 도 참여관, 경시
- 이기방 (李基枋) : 황해도 산업부장 -  도지사, 도 참여관
- 이동진 (李東鎭) : 내무국
- 이범승 (李範昇) : 식산국
- 이범익 (李範益) : 황해도 내무부장 - 중추원, 도지사, 도 참여관
- 이병석 (李炳奭) : 전매국
- 이성근 (李聖根) : 함북 산업부장 - 도지사, 도 참여관, 애국자 살상자, 경시, 기타
- 이원보 (李源甫) : 국민정신총동원위원회 간사 - 중추원, 도 참여관, 경시
- 이종국 (李鍾國) : 조선정보위원회 위원 - 도 참여관
- 이창근 (李昌根) : 평양세무감사국 세무부장 - 도지사, 도 참여관
- 이해용 (李海用) : 경남 임금위원회 위원 - 도 참여관
- 이현재 (李玄載)
- 임문석 (林文碩) : 전시손해보험조사위원 - 도 참여관
- 임승수 (林勝壽) : 경기도 농상부장[2]
- 임헌평 (林憲平) : 경기 임금위원회 위원 - 도 참여관

### 자
- 장기창 (張基昌) : 조선식량영단 평북지부 감리관 - 도 참여관, 경시
- 장수길 (張壽吉) : 경성부
- 장윤식 (張潤植) : 충북 임금위원회 위원 - 중추원, 도 참여관
- 장헌식 (張憲植) : 총독관방 - 중추원, 도지사, 도 참여관, 기타
- 전지용 (全智鎔) : 재무국
- 정교원 (鄭僑源)  - 중추원, 도지사, 도 참여관, 기타
- 정규봉 (丁奎鳳)
- 정민조 (鄭民朝) : 함남 임금위원회 위원
- 정연기 (鄭然基) : 전북 산업부장 - 중추원, 도지사, 도 참여관
- 정용신 (鄭用信) : 총독관방국세조사과장 - 도 참여관
- 조경하 (趙鏡夏) : 충남 산업부장 - 중추원, 도 참여관
- 조종춘 (趙鍾春) : 강원도 광공부장 - 경시, 도 참여관
- 주영환 (朱榮煥) - 중추원, 도 참여관
- 진염종 (晉炎鍾) : 기획부

### 차
- 차윤홍 (車潤弘) : 총독관방 기획과
- 최경진 (崔慶進) : 경방부 행정경찰반장 - 경시
- 최병원 (崔秉源)
- 최익하 (崔益夏) : 평북 산업부장 - 도 참여관
- 최창홍 (崔昌弘) : 충북 광공부장 - 경시, 도 참여관
- 최하영 (崔夏永) : 후생국

### 하
- 한동석 (韓東錫) : 전시손해보험조사위원 - 도 참여관, 조선총독부 국장, 경시
- 한종건 (韓鍾建) - 경시
- 현석호 (玄錫虎) : 총독관방외무부
- 홍승균 (洪承均) : 학무국 종교과장 - 도지사, 도 참여관, 기타
- 홍영선 (洪永善) : 조선금융조합연합회 함남지부 감리관 - 도 참여관
- 홍종국 (洪鍾國) : 조선금융조합회 강원지부 감리관 - 중추원, 도 참여관
- 홍헌표 (洪憲杓) : 함북 농상부장

## 같이 보기
- 민족문제연구소의 친일인명사전 수록예정자 명단 - 관료
- 대한민국 정부 발표 친일반민족행위자 명단 - 통치 기구